# Гирска пећина
Гирска пећина је пећина која се налази на сјевероисточним падинама планине Романије, у селу Доње Гире, Општина Соколац, Република Српска, БиХ. Дужина пећине је 1.300 метара. Ова пећина је под заштитом Завода за заштиту културно историјског и природног насљеђа Републике Српске, и спада у природно добро I категорије.